# Tracy City
Tracy City es un pueblo ubicado en el condado de Grundy en el estado estadounidense de Tennessee. En el Censo de 2010 tenía una población de 1481 habitantes y una densidad poblacional de 116,44 personas por km².

## Geografía
Tracy City se encuentra ubicado en las coordenadas 35°15′50″N 85°45′13″O / 35.26389, -85.75361. Según la Oficina del Censo de los Estados Unidos, Tracy City tiene una superficie total de 12.72 km², de la cual 12.62 km² corresponden a tierra firme y (0.81 %) 0.1 km² es agua.

## Demografía
Según el censo de 2010, había 1481 personas residiendo en Tracy City. La densidad de población era de 116.44 hab./km². De los 1481 habitantes, Tracy City estaba compuesto por el 97.91 % blancos, el 0.07 % eran afroamericanos, el 1.01 % eran amerindios, el 0.14 % eran asiáticos, el 0 % eran isleños del Pacífico, el 0 % eran de otras razas y el 0.88 % pertenecían a dos o más razas. Del total de la población el 0.61 % eran hispanos o latinos de cualquier raza.